# روش بررسی و ارزیابی برنامه
روش بررسی و ارزیابی برنامه (انگلیسی: Program evaluation and review technique) یا روش بررسی و ارزیابی پروژه، (به‌اختصار: PERT) ابزاری آماری در مدیریت پروژه است، که با هدف تحلیل و تعیین وظایف مربوط به تکمیل یک پروژه، طراحی می‌شود و اغلب در فاز برنامه‌ریزی پروژه، در کنار روش مسیر بحرانی، مورد استفاده قرار می‌گیرد.
این تکنیک نخستین بار در اواخر دهه ۱۹۵۰ توسط نیروی دریایی ایالات متحده آمریکا، توسعه یافت و بتدریج در تعیین مسیر بحرانی پروژه‌ها، بکار گرفته شد. روش بررسی و ارزیابی برنامه، در پروژه‌هایی که جزئیات و زمان تکمیل کارها مشخص نمی‌باشد، با تخمین زمان لازم برای انجام هر یک از فعالیت‌ها و شناسایی حداقل زمان لازم برای تکمیل کل پروژه، امکان برنامه‌ریزی پروژه را فراهم می‌نماید. این روش اغلب در پروژه‌های زیرساختی در مقیاس بزرگ و پروژه‌های تحقیق و توسعه دارای پیچیدگی، که زمان، فاکتور اصلی‌تری نسبت به هزینه است، بکار گرفته می‌شود.

## محاسبات
برای محاسبات نیازمند سه پارامتر برای هر فعالیت می‌باشیم. که شامل: پیش‌بینی خوش‌بینانه، پیشبینی بدبینانه و محتمل‌ترین پیش‌بینی.

### پیشبینی بدبینانه(Cp)
پیش‌بینی بدبینانه یا (انگلیسی: pessimistic estimate)که بر مبنای بیشترین زمان پیش‌بینی ما نسبت به انجام فعالیت می‌باشد.

### پیشبینی خوش‌بینانه(Co)
پیش‌بینی خوش‌بینانه یا (انگلیسی: optimistic estimate)که بر مبنای کوتاه‌ترین زمان پیش‌بینی ما نسبت به انجام فعالیت می‌باشد.

### محتمل ترین پیش بینی(Cm)
محتمل‌ترین پیش‌بینی یا (انگلیسی: most likely estimate)که بر مبنای محتمل‌ترین زمان پیش‌بینی ما نسبت به انجام پروژه می‌باشد.

### محاسبه مقدار زمان (هزینه) مورد انتظار(Ce)
برای محاسبه مقدار زمان (هزینه) مورد انتظار(انگلیسی: expected activity cost) از روابط موجود درتابع چگالی احتمال و میانگین وزنی، داریم:
{\displaystyle Ce={\frac {Co+4Cm+Cp}{6}}}

## محاسبه مسیر بحرانی
برای محاسبه مسیر بحرانی مانند دیگر روش مسیر بحرانی می‌توان با کمک گرفتن از مقدار زمان (هزینه) مورد انتظار(Ce) به عنوان زمان معیار به محاسبه مسیر بحرانی پرداخت.

### [۲]مثال
| فعالیت | پیشنیاز(ها) | زمان پیش‌بینی شده | زمان پیش‌بینی شده | زمان پیش‌بینی شده | زمان مورد انتظار (Ce) |
| فعالیت | پیشنیاز(ها) | خوش‌بینانه (Co)   | محتمل (Cm)       | بدبینانه (Cp)    | زمان مورد انتظار (Ce) |
| ------ | ----------- | ---------------- | ---------------- | ---------------- | --------------------- |
| A      | —           | ۲                | ۴                | ۶                | ۴٫۰۰                  |
| B      | —           | ۳                | ۵                | ۹                | ۵٫۳۳                  |
| C      | A           | ۴                | ۵                | ۷                | ۵٫۱۷                  |
| D      | A           | ۴                | ۶                | ۱۰               | ۶٫۳۳                  |
| E      | B, C        | ۴                | ۵                | ۷                | ۵٫۱۷                  |
| F      | D           | ۳                | ۴                | ۸                | ۴٫۵۰                  |
| G      | E           | ۳                | ۵                | ۸                | ۵٫۱۷                  |

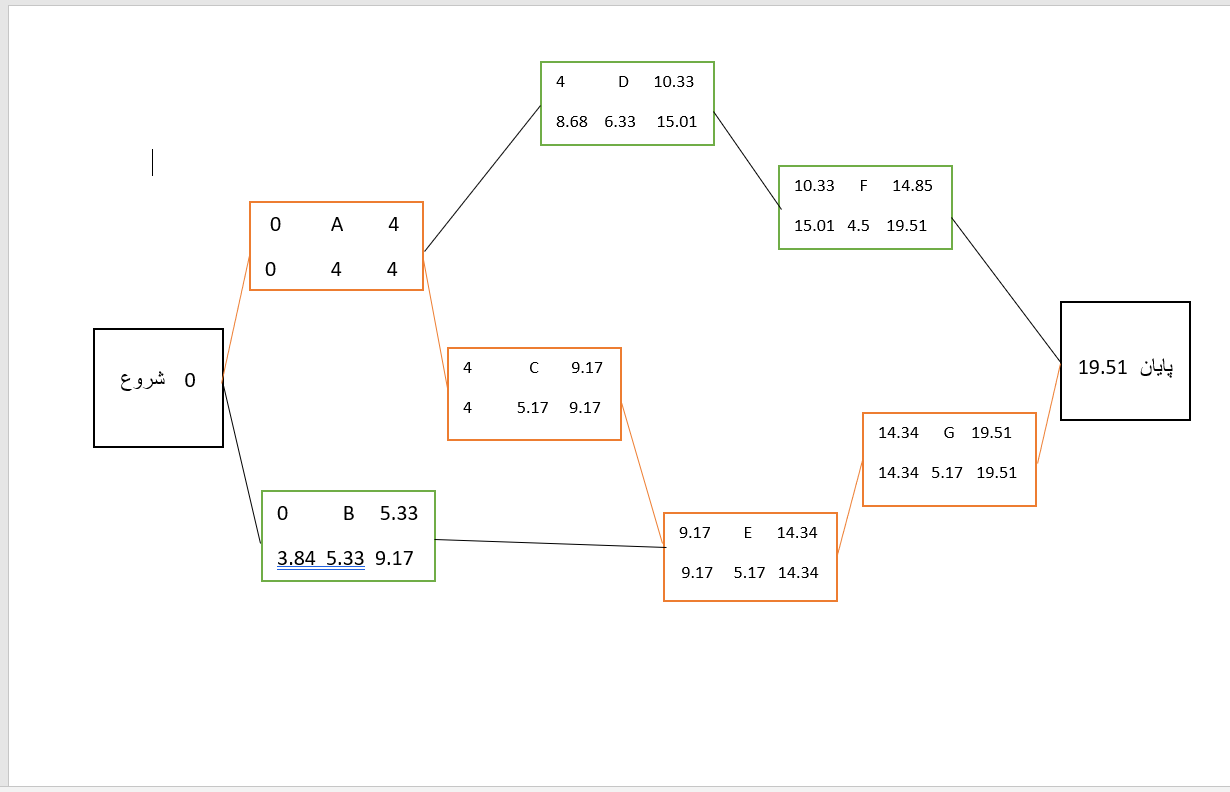

همان‌طور که در تصویر روبرو دیده‌می‌شود؛
می‌توان به کمک زمان مورد انتظار (Ce) به مسیر بحرانی که در تصویر با رنگ قرمز مشخص شده‌اند دست یافت.